# Тринитрорезорцинат свинца
Тринитрорезорцина́т свинца́ — химическое соединение C6H(NO2)3O2Pb. Синонимы: 1,3-дигидрокси-2,4,6-тринитро-бензол, ТНРС, свинца (II) тринитрорезорцинат, стифна́т свинца, тенерес.
Номер в классификации ООН 0130.
Кристаллическое вещество от оранжевого до коричневого цвета, обладает сильными токсическими и взрывчатыми свойствами. Моногидрат ТНРС обладает хорошей чувствительностью к искре и пламени, поэтому используется в качестве инициирующего взрывчатого вещества (ВВ) в капсюлях-детонаторах и воспламенителях. Не взаимодействует с металлами (медь, алюминий), чем выгодно отличается от азида свинца. Плохо растворим в воде и органических растворителях.
Безводный ТНРС крайне чувствителен к искре, поэтому практически не применяется. При нагревании до 100 °C теряет кристаллизационную воду, при 200 °C начинает разлагаться, при 240 °C взрывается.
Ввиду низкой инициирующей способности как взрывчатое вещество самостоятельного значения не имеет, однако применяется в капсюлях-детонаторах в качестве добавки к азиду свинца и тетразену для улучшения их воспламенительных качеств и обеспечения безотказности инициирования.

## Свойства
- Скорость детонации 5200 м/сек (при плотности 2,9 г/см3)[3]
- Бризантность — 30 г раздробленного песка
- Теплота взрыва 1554 кДж/кг
- Температура вспышки 275 °C

## Получение
Получают нейтрализацией горячего водного раствора стифниновой кислоты гидрокарбонатом натрия и последующим взаимодействием образовавшегося стифната натрия с соответствующими растворимыми солями свинца (напр. ацетатом, нитратом) при температуре около 70 °C.
- С6H(OH)2(NO2)3 + NaHCO3 → C6H(NO2)3(ONa)2 + CO2↑ + H2O
- C6H(NO2)3(ONa)2 + Pb(NO3)2 → C6H(NO2)3(O)2Pb + 2 NaNO3